# Стехіометрія
Стехіоме́трія (від дав.-гр. στοιχειον — елемент та μετρειν — вимірювати) — розділ хімії про співвідношення реагентів у хімічних реакціях.

## Загальний опис
Дозволяє теоретично обчислювати необхідні маси та об'єми реагентів.
В основі стехіометрії лежать закони збереження маси, еквівалентів, Авогадро, Гей-Люссака, сталості складу, кратних відношень. Всі закони стехіометрії обумовлені атомно-молекулярною будовою речовини.
Термін «стехіометрія» ввів Є. Ріхтер у 1793 році.
Співвідношення кількостей реагентів, рівні співвідношенням коефіцієнтів у стехіометричному рівнянні реакції, називаються стехіометричними. Якщо речовини реагують у співвідношенні 1:1, то їхні відповідні кількості називають еквімолярними.
Речовини, для яких спостерігаються відхилення від законів стехіометрії, звуться нестехіометричними. Відхилення від законів стехіометрії спостерігаються для конденсованих фаз і пов'язані з утворенням твердих розчинів (для кристалічних речовин), з розчиненням у рідині надлишку компонента реакції або термічною дисоціацією сполуки, що утворюється (в рідкій фазі, в розплаві). Закони стехіометрії використовують у розрахунках, пов'язаних з формулами речовин і знаходженням теоретично можливого виходу продуктів реакції.

## Значення терміна
- 1. Співвідношення кількостей елементів та сполук, які беруть участь у хімічній реакції (співвідношення між кількостями речовин, що реагують між собою в окремій хімічній реакції, та кількостями продуктів, які утворюються), в основі якого лежать закон збереження маси та закон сталості складу.

Загальне стехіометричне рівняння має вигляд
aA + bB … = … yY + zZ, де коефіцієнти a, b, … y, z є стехіометричними коефіцієнтами (числами стехіометрії).
Воно говорить про те, що а молекул А реагує з b молекул B і при цьому утворюється y молекул Y та z молекул Z.
- 2. Масові співвідношення, в яких реагують між собою елементи й хімічні сполуки.
- 3. Молярне співвідношення між кількостями реактантів, що вступають у реакцію, i кількістю продуктів реакції виражається стехіометричними коефіцієнтами при реагентах.